# 올레 노르하임
올레 노르하임(Ole Norheim)은 노르웨이의 의사이다.

## 생애
1991년 의사가 된 후 오슬로 대학교에서 의료윤리학 분야 연구원으로 활동하였다. 이후 1999년 베르겐 대학교 의과대학의 교수로 부임하였다. 헤우케란 대학병원 등에서 의사로 활동하며 국제보건 분야의 의료윤리에 대해 연구하였다.

## 연구 분야
노르하임은 의료체계에서의 우선순위 설정과 동반되는 의료윤리적 딜레마들을 다룬다. 또한 지속 가능한 발전 모델 하에서의 건강과 건강 불평등, 보편적 건강보장에 대해 연구한다.

## 주요 저서
- Eyal N, Hurst S, Norheim OF, Wikler D. Inequalities in Health: Concepts, Measures, and Ethics. Oxford University Press, 2013. ISBN 9780199931392.
- Norheim OF, Emanuel EJ, Millum J (eds.). Global Health Priority-Setting: Beyond Cost-Effectiveness. Oxford University Press, 2019. ISBN 9780190912765.

## 같이 보기
- 노먼 대니얼스
- 우선순위 설정